# Bridgesia
Bridgesia es un género plantas fanerógamas perteneciente a la familia Sapindaceae. Comprende 6 especies descritas y de estas, solo 2 aceptadas.
Bridgesia W.J.Hooker & Arnott (nombre rechazado) es un sinónimo del Gro. Phytolaccaceae Ercilla. Bridgesia Backeb. es un sinónimo inválido del Gro. de  Cactáceas Rebutia.

## Taxonomía
El género fue descrito por Bertero ex Cambess. y publicado en Nouvelles Annales du Museum d'Histoire Naturelle 3: 234. 1834.
Etimología
Bridgesia: nombre genérico que fue otorgado en honor del botánico Thomas Charles Bridges.

## Especies aceptadas
A continuación se brinda un listado de las especies del género Bridgesia aceptadas hasta febrero de 2015, ordenadas alfabéticamente. Para cada una se indica el nombre binomial seguido del autor, abreviado según las convenciones y usos.	
- Bridgesia incisifolia Bertol. ex Cambess.
- Bridgesia polyraphis (Pfeiffer in Forster) Backeb.